# Ménaquinone
Une ménaquinone, ou vitamine K2, est une naphtoquinone pourvue d'une chaîne latérale isoprénique de typiquement 4 à 7 unités.
Une ménaquinone à n unités isoprène est notée MK-n, de sorte que les molécules les plus courantes sont MK-4 (chez les animaux) et MK-7 (chez certaines bactéries).
Neuf molécules biologiquement actives appartiennent à cette sous-famille de la vitamine K, utilisée notamment comme antihémorragique et adjuvant thérapeutique pour traiter les douleurs induites par l'ostéoporose.

## Apports alimentaires
La vitamine K (K1 et toutes les formes de K2) est absorbée dans l'intestin grêle, tout comme les graisses alimentaires, et est transportée par voie sanguine par les chylomicrons. La forme MK-4 est majoritairement transportée par des lipoprotéines riches en triglycéride (ou triacylglycérol) et rapidement éliminée par le foie, comme la vitamine K1. Seule une faible quantité est transportée par les molécules de cholestérol (LDL, HDL) et reste plus longtemps en circulation. Les ménaquinones à longue chaîne sont plus efficacement redistribuées par le foie, surtout transportées par le LDL, qui a une longue demi-vie de circulation, résultant en une biodisponibilité plus importante pour les tissus extrahépatiques que celle de la forme MK-4 (et de la vitamine K1).

### Sources
La forme MK-4 est synthétisée par les tissus animaux. On en trouve dans la viande, et notamment le foie, dans les œufs et les produits laitiers,.
Les formes à longue chaîne sont synthétisées par diverses bactéries durant des processus de fermentation. On en trouve dans le nattō (soja fermenté par Bacillus subtilis, source de MK-7) et dans le fromage (source de MK-8 et MK-9 par la fermentation, et source également de MK-4 (2 à 7 %) de par son origine animale),.
Aux Pays-Bas, les questionnaires de fréquence alimentaire suggèrent qu'environ 75 % des apports en vitamine K2 se font sous les formes MK-5 à MK-9, et environ 25 % sous la forme MK-4.
La plupart des analyses alimentaires ne sont capables de mesurer que les ménaquinones pleinement insaturées.
| Aliment                                 | Microgrammes (μg) de vitamine K2 pour une portion de 100g | Forme de vitamine K2                                               |
| --------------------------------------- | --------------------------------------------------------- | ------------------------------------------------------------------ |
| Nattō, cuit                             | 1 103,4                                                   | (0 % MK-4, 1 % MK-5, 1 % MK-6, 90 % MK-7, 8 % MK-8)                |
| Pâté de foie d'oie                      | 369,0                                                     | (100 % MK-4)                                                       |
| Huile d'émeu australien                 | 360                                                       |                                                                    |
| Fromage à pâte dure                     | 76,3                                                      | (6 % MK-4, 2 % MK-5, 1 % MK-6, 2 % MK-7, 22 % MK-8, 67 % MK-9)     |
| Fromage à pâte molle                    | 56,5                                                      | (6,5 % MK-4, 0,5 % MK-5, 1 % MK-6, 2 % MK-7, 20 % MK-8, 70 % MK-9) |
| Jaune d’œuf, (Pays-Bas)                 | 32,1                                                      | (98 % MK-4, 2 % MK-6)                                              |
| Cuisse d'oie                            | 31,0                                                      | (100 % MK-4)                                                       |
| Ghee et huile de beurre d'animal pâturé | 19,6-43,1, en moyenne 29,9                                |                                                                    |
| Fromage caillé                          | 24,8                                                      | (2,6 % MK-4, 0,4 % MK-5, 1 % MK-6, 1 % MK-7, 20 % MK-8, 75 % MK-9) |
| Jaune d’œuf (États-Unis)                | 15,5                                                      | (100 % MK-4)                                                       |
| Beurre                                  | 15,0                                                      | (100 % MK-4)                                                       |
| Foie de volaille (cru)                  | 14,1                                                      | (100 % MK-4)                                                       |
| Foie de volaille (sauté)                | 12,6                                                      | (100 % MK-4)                                                       |
| Cheddar (États-Unis)                    | 10,2                                                      | (6 % MK-4, 94 % autres MK)                                         |
| Meat franks                             | 9,8                                                       | (100 % MK-4)                                                       |
| Salami                                  | 9,0                                                       | (100 % MK-4)                                                       |
| Filet de volaille                       | 8,9                                                       | (100 % MK-4)                                                       |
| Cuisse de volaille                      | 8,5                                                       | (100 % MK-4)                                                       |
| Viande bovine hachée                    | 8,1                                                       | (100 % MK-4)                                                       |
| Charcuterie                             | 7,7                                                       | (100 % MK-4)                                                       |
| Foie de volaille (braisé)               | 6,7                                                       | (100 % MK-4)                                                       |
| Viande hachée                           | 6,7                                                       | (100 % MK-4)                                                       |
| Foie de veau (sauté)                    | 6,0                                                       | (100 % MK-4)                                                       |
| Hot dog                                 | 5,7                                                       | (100 % MK-4)                                                       |
| Bacon                                   | 5,6                                                       | (100 % MK-4)                                                       |
| Crème                                   | 5,4                                                       | (100 % MK-4)                                                       |
| Choucroute                              | 4,8                                                       | (8 % MK-4, 17 % MK-5, 31 % MK-6, 4 % MK-7, 17 % MK-8, 23 % MK-9)   |
| Steak de porc                           | 3,7                                                       | (57 % MK-4, 13 % MK-7, 30 % MK-8)                                  |
| Filet de canard                         | 3,6                                                       | (100 % MK-4)                                                       |
| Babeurre                                | 2,5                                                       | (8 % MK-4, 4 % MK-5, 4 % MK-6, 4 % MK-7, 24 % MK-8, 56 % MK-9)     |
| Plie (ou carrelet)                      | 2,2                                                       | (9 % MK-4, 14 % MK-6, 4 % MK-7, 73 % MK-8)                         |
| Anguille                                | 2,2                                                       | (77 % MK-4, 5 % MK-6, 18 % MK-7)                                   |
| Huile fermentée de foie de morue        | 1,8                                                       | (69 % MK-4, 18 % MK-6, 6 % MK-8, 7 % MK-9)                         |
| Chocolat                                | 1,5                                                       | (100 % MK-4)                                                       |
| Bœuf                                    | 1,1                                                       | (100 % MK-4)                                                       |
| Pain de sarrasin                        | 1,1                                                       | (100 % MK-7)                                                       |
| Yaourt au lait entier                   | 0,9                                                       | (67 % MK-4, 11 % MK-5, 22 % MK-8)                                  |
| Lait entier                             | 0,9                                                       | (89 % MK-4, 11 % MK-5)                                             |
| Blanc d’œuf                             | 0,9                                                       | (100 % MK-4)                                                       |
| Dos de cervidé                          | 0,7                                                       | (100 % MK-4)                                                       |
| Saumon                                  | 0,5                                                       | (100 % MK-4)                                                       |
| Foie de vache (sauté)                   | 0,4                                                       | (100 % MK-4)                                                       |
| Maquereau                               | 0,4                                                       | (100 % MK-4)                                                       |
| Foie de porc                            | 0,3                                                       | (100 % MK-4)                                                       |
| Patte de lapin                          | 0,1                                                       | (100 % MK-4)                                                       |
| Yaourt au lait écrémé                   | 0,1                                                       | (100 % MK-8)                                                       |
|                                         |                                                           |                                                                    |

### Apports recommandés
En 2012, la naturopathe canadienne Kate Rhéaume-Bleue a suggéré que les apports journaliers recommandés (AJR) pour les vitamines K (de 80 à 120 µg) seraient trop faibles. En effet, les AJR, datant de 1998, sont basés uniquement sur les besoins hépatiques, et non les besoins du reste du corps,. En effet, chez une majorité de la population occidentale, une part importante des protéines extrahépatiques est sous-carboxylée. Ainsi, tous les facteurs de coagulation sont activés, mais il semble manquer de vitamine K2 pour permettre la carboxylation de l'ostéocalcine dans les os et de la protéine matricielle gla dans le système vasculaire,. 
Une méta-analyse et une revue systématique semble étayer l'hypothèse selon laquelle la vitamine K2 joue un rôle important dans le maintien et l'amélioration de la densité minérale osseuse, et qu'elle diminue l'ostéocalcine sous carboxylée et augmente significativement l'ostéocalcine lors d'un suivi à long terme. La supplémentation en vitamine K2 est bénéfique et sûre dans le traitement de l'ostéoporose chez les femmes ménopausées.
Aucune dose de vitamine K2 n'a été associée à une toxicité quelconque.

## Effet sur la santé
La supplémentation en vitamine K2 réduit la fréquence, la sévérité et la durée des crampes nocturnes chez les personnes âgés, sans effets indésirables observés.